# Hans Gartner
Hans Gartner ( 1890 - 1940 ) fue un botánico alemán, quien trabajó extensamente en la taxonomía de las cariofiláceas, con énfasis en el género Cerastium.
Por su condición de testigo de Jehová, fue apresado, trasladado al Campo de concentración de Dachau (norte de Múnich), y asesinado en 1940.

## Algunas publicaciones

### Libros
- 1939. Zur syśtematischen Anordnung einiger Arten der Gattung Cerastium L. &c Repertorium specierum novarum Regni Vegetabilis... Herausgegeben von F. Fedde, Beihefte. Tomo 113. 96 pp.
- La abreviatura «Gartner» se emplea para indicar a Hans Gartner como autoridad en la descripción y clasificación científica de los vegetales.[2]